# Jurij Kwasznin
Jurij Aleksijewicz Kwasznin, ros. Юрий Алексиевич Квашнин (ur. 24 listopada 1964 w Moskwie) – radziecki łyżwiarz figurowy, startujący w parach sportowych z Mariną Awstrijską. Uczestnik igrzysk olimpijskich (1984), dwukrotny mistrz świata juniorów (1982, 1983), medalista zawodów międzynarodowych oraz wicemistrz Związku Radzieckiego (1984).

## Osiągnięcia
Z Mariną Awstrijską
| Zawody                                | 81–82          | 82–83          | 83–84          |                |                |                |                |                |                |                |                |                |                |                |                |                |                |
| Międzynarodowe                        | Międzynarodowe | Międzynarodowe | Międzynarodowe | Międzynarodowe | Międzynarodowe | Międzynarodowe | Międzynarodowe | Międzynarodowe | Międzynarodowe | Międzynarodowe | Międzynarodowe | Międzynarodowe | Międzynarodowe | Międzynarodowe | Międzynarodowe | Międzynarodowe | Międzynarodowe |
| ------------------------------------- | -------------- | -------------- | -------------- | -------------- | -------------- | -------------- | -------------- | -------------- | -------------- | -------------- | -------------- | -------------- | -------------- | -------------- | -------------- | -------------- | -------------- |
| Igrzyska olimpijskie                  |                |                | 9              |                |                |                |                |                |                |                |                |                |                |                |                |                |                |
| Mistrzostwa Europy                    |                | 5              | 5              |                |                |                |                |                |                |                |                |                |                |                |                |                |                |
| NHK Trophy                            |                | 3              |                |                |                |                |                |                |                |                |                |                |                |                |                |                |                |
| Międzynarodowe: Kategorie młodzieżowe |                |                |                |                |                |                |                |                |                |                |                |                |                |                |                |                |                |
| Mistrzostwa świata juniorów           | 1              | 1              |                |                |                |                |                |                |                |                |                |                |                |                |                |                |                |
| Krajowe                               |                |                |                |                |                |                |                |                |                |                |                |                |                |                |                |                |                |
| Mistrzostwa ZSRR                      |                | 3              | 2              |                |                |                |                |                |                |                |                |                |                |                |                |                |                |
| Sparkatiada                           | 1 J            |                |                |                |                |                |                |                |                |                |                |                |                |                |                |                |                |